# Pura Tirta Empul
O Templo Tirta Empul (em balinês: Pura Tirta Empul) é um é um pura ( templo hindu balinês) localizado perto da cidade de Tampaksiring, na ilha do Bali, Indonésia. O local do templo é composto por uma estrutura de águas para banho, famosa por sua nascente de águas sagradas, onde os hindus balineses realizam rituais de purificação. A fonte fornece água fresca regularmente, o que os balineses consideram ser algo sagrado. Tirta Empul significa fonte sagrada em balinês.

## Construção
O Pura Tirta Empula foi fundado ao redor de uma grande fonte de água em 962 d.C. durante a  dinastia Varmadeva (séculos  X–XII). O nome do templo é inspirado na fonte de água proveniente do solo, chamado de "Tirta Empul". Sua nascente é fonte do rio Pakerisan. O templo é dividido em três seções: jaba pura (área frontal), jaba tengah (área central) e jeroan (área interna). A jaba tengah possui duas piscinas com trinta chuveiros que são chamados como: Pengelukatan, Pebersihan e Sudamala dan Pancuran Cetik (veneno).
O templo foi dedicado a Vixnu. De cima de um morro, perto do templo, foi construída uma villa moderna para a visita do presidente Sukarno em 1954. Esta vila ainda é usada como acomodação para convidados importantes.